# Talk.origins
talk.origins (afgekort t.o., ook geschreven als Talk.Origins) is een gemodereerde Usenet nieuwsgroep over de oorsprong van het leven en de evolutietheorie. De controverse tussen creationisme en de evolutietheorie wordt hier ook vaak besproken. Een officieel doel van deze groep is om dergelijke discussies weg te halen uit wetenschappelijke nieuwsgroepen zoals sci.bio.evolution.

## Geschiedenis
De eerste post in talk.origins werd geplaatst door Mark Horton op 5 september 1986. In het begin van de jaren 90 werden een aantal FAQ-lijsten periodiek gepost in de nieuwsgroep. In 1994 begon Brett J. Vickers een anonieme FTP site om deze FAQ-lijsten te verzamelen. In 1995 begon Vickers de TalkOrigins Archive website als een alternatieve manier om de talk.origins FAQ-lijsten beschikbaar te maken. De website bevat een groot aantal FAQ-lijsten over evolutionaire biologie, geologie en astronomie met als doel de gangbare standpunten van de hedendaagse wetenschap te presenteren. Enkele andere websites volgden, zoals TalkDesign (een reactie op intelligent design), de Evowiki en de weblog The Panda's Thumb.